# Comuna Koeru
Koeru (în germană Sankt Marien-Magdalenen) este o comună (vald) din Comitatul Järva, Estonia.
Comuna cuprinde 27 de localități (26 sate și târgușorul Koeru, care este reședința comunei). Localitatea a fost locuită de germanii baltici.

## Localități componente

### Târgușoare
- Koeru

### Sate
- Abaja
- Araküla
- Ervita
- Jŏeküla
- Kalitsa
- Kapu
- Koidu-Ellavere
- Kuusna
- Laaneotsa
- Liusvere
- Merja
- Norra
- Preedi
- Puhmu
- Rŏhu
- Salutaguse
- Santovi
- Tammiku
- Tudre
- Udeva
- Vahuküla
- Valila
- Vao
- Visusti
- Vuti
- Väinjärve